# Kościół Matki Boskiej Siewnej w Herburtowie
Kościół Matki Boskiej Siewnej w Herburtowie – zabytkowy, drewniany kościół, poświęcony 19 stycznia 1958 roku, należący do parafii św. Rocha w Wieleniu, dekanatu Trzcianka, diecezji koszalińsko-kołobrzeskiej. we wsi Herburtowo, w powiecie czarnkowsko-trzcianeckim, w województwie wielkopolskim.

## Historia i architektura
Szachulcowy kościół w Herburtowie został zbudowany w 1787 roku przez Johanna Schönecka z Górnicy jako świątynia ewangelicka. Ma konstrukcję zrębową, a od zewnątrz słupowo-ramową. Zbudowany został na planie prostokąta, na wysokiej podmurówce. Budynek salowy, orientowany, bez wyodrębnionego prezbiterium z nawy. Późnobarokowy ołtarz główny przedstawia figurę Matki Boskiej Siewnej. Dach bez wieży, pokryty gontem. Ściany wewnątrz kościoła obite boazerią. W środku znajduje się chór z organami. 

## Otoczenie
Niedaleko kościoła (po drugiej stronie drogi) znajduje się drewniana dzwonnica z XX wieku. Przy kościele Figura maryjna na postumencie z tablicą upamiętniającą ukraiński mord w Łozowej (1944) posadowiona w 2014 przez potomków Łozowian.